# 三ケ日町
三ケ日町（みっかびちょう）は、かつて静岡県引佐郡にあった町。三ケ日みかんの産地として知られていた。現在は浜松市浜名区の一部となっている。

## 名称
行政で使用される正式名称は大文字の「ケ」を用いる三ケ日町だったが、一般的に地域住民は小文字の「ヶ」を用いる三ヶ日町と表記していた。この齟齬の原因は、1955年（昭和30年）3月に当時の三ヶ日町が東浜名村と合併した際に、理由は不明ながら国が新町名を一方的に「三ケ日町」と告示したことにあった。
自治体の正式名称は1955年から2005年（平成17年）に廃止されるまで三ケ日町であったが、浜松市への編入後の2006年（平成18年）9月、浜松市議会の定例会に「三ケ日」から「三ヶ日」に変更する議案が提出された。静岡県知事への届け出などの手続きを経て、2007年（平成19年）3月3日に正式に三ヶ日に変更された。

## 地理
「奥浜名湖」と呼ばれる地域にあり、旧浜松市を中心とする浜名湖エリア（西遠）の一部である。
西遠（遠州地方西部）の西端であり、東三河との結びつきも強い地域である。
水域
- 浜名湖
  - 猪鼻湖（浜名湖の付属湖）

## 歴史

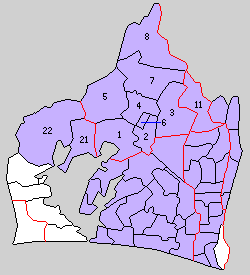
西遠地域の町村制施行時の町村。22が西浜名村。(21.東浜名村)

- 1889年（明治22年）4月1日 - 町村制施行により、敷知郡西浜名村が発足。
- 1922年（大正11年）5月1日 - 引佐郡西浜名村が町制施行して三ヶ日町が発足する。
- 1955年（昭和30年）3月31日 - 三ヶ日町が引佐郡東浜名村と合併し、改めて三ケ日町が発足する。この際に小文字の「ヶ」が大文字の「ケ」となる。
- 2005年（平成17年）7月1日 - 三ケ日町が浜松市に編入される。自治体としての三ケ日町は廃止され、三ケ日地域自治区が設置される[3]。
- 2007年（平成19年）3月3日 - 大字名の冠である「三ケ日町」が「三ヶ日町」に[2]、また、三ケ日地域自治区が三ヶ日地域自治区に変更される[4]。
- 2007年（平成19年）4月1日 - 浜松市の政令指定都市移行に伴い、旧三ケ日町の区域が北区の一部となる。
- 2024年（令和6年）1月1日 - 浜松市の行政区再編に伴い、旧三ケ日町の区域が浜名区の一部となる。

## 行政

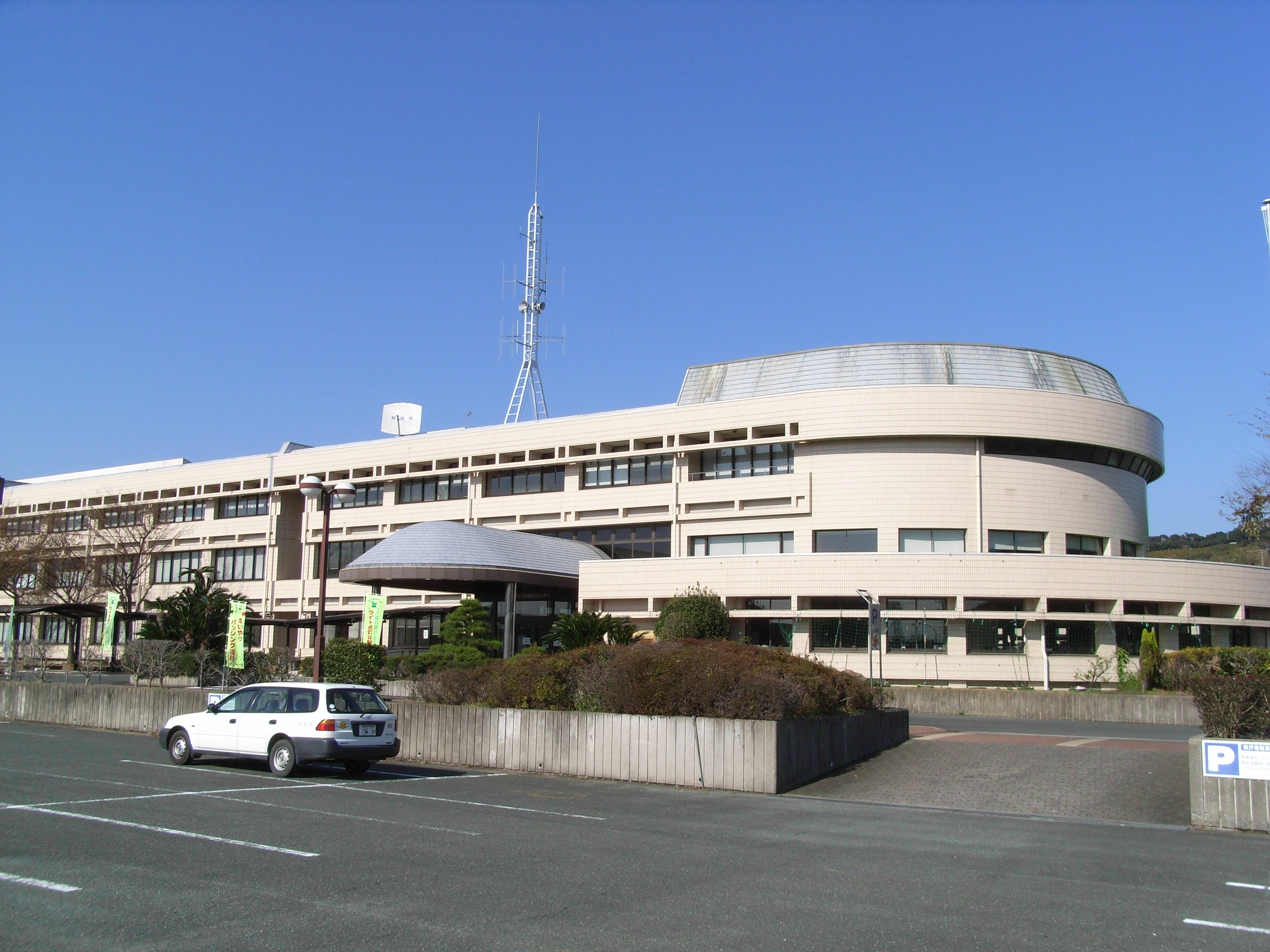
浜松市三ヶ日地域自治センター

2005年（平成17年）7月1日、周辺10市町村とともに浜松市へ編入合併して浜松市の一部となり、当該区域をもって地方自治法第202条の4に基づく三ケ日地域自治区が設置された（後に「三ヶ日地域自治区」へ変更：後述）。同地域自治区は2012年（平成24年）3月31日をもって廃止。2007年（平成19年）4月1日に浜松市が政令指定都市へ移行したのに伴い、当該区域は北区の一部となった。さらに2024年（令和6年）1月1日に浜松市の行政区が7区から3区に再編されたのに伴い、当該区域は浜名区の一部となった。
2005年（平成17年）7月1日に浜松市に編入された後、旧三ケ日町役場庁舎は浜松市三ケ日総合事務所となった。2007年（平成19年）3月3日、三ケ日総合事務所は三ヶ日総合事務所に改称。2007年（平成19年）4月1日に浜松市が政令指定都市に移行すると、三ヶ日総合事務所は浜松市三ケ日地域自治センターとなった。さらに2024年（令和6年）1月1日に浜松市の行政区が再編されると、三ケ日地域自治センターは浜名区役所三ヶ日支所となった。
姉妹都市
-  ポータービル市（アメリカ合衆国カリフォルニア州）：1981年（昭和56年）10月2日締結

## 経済

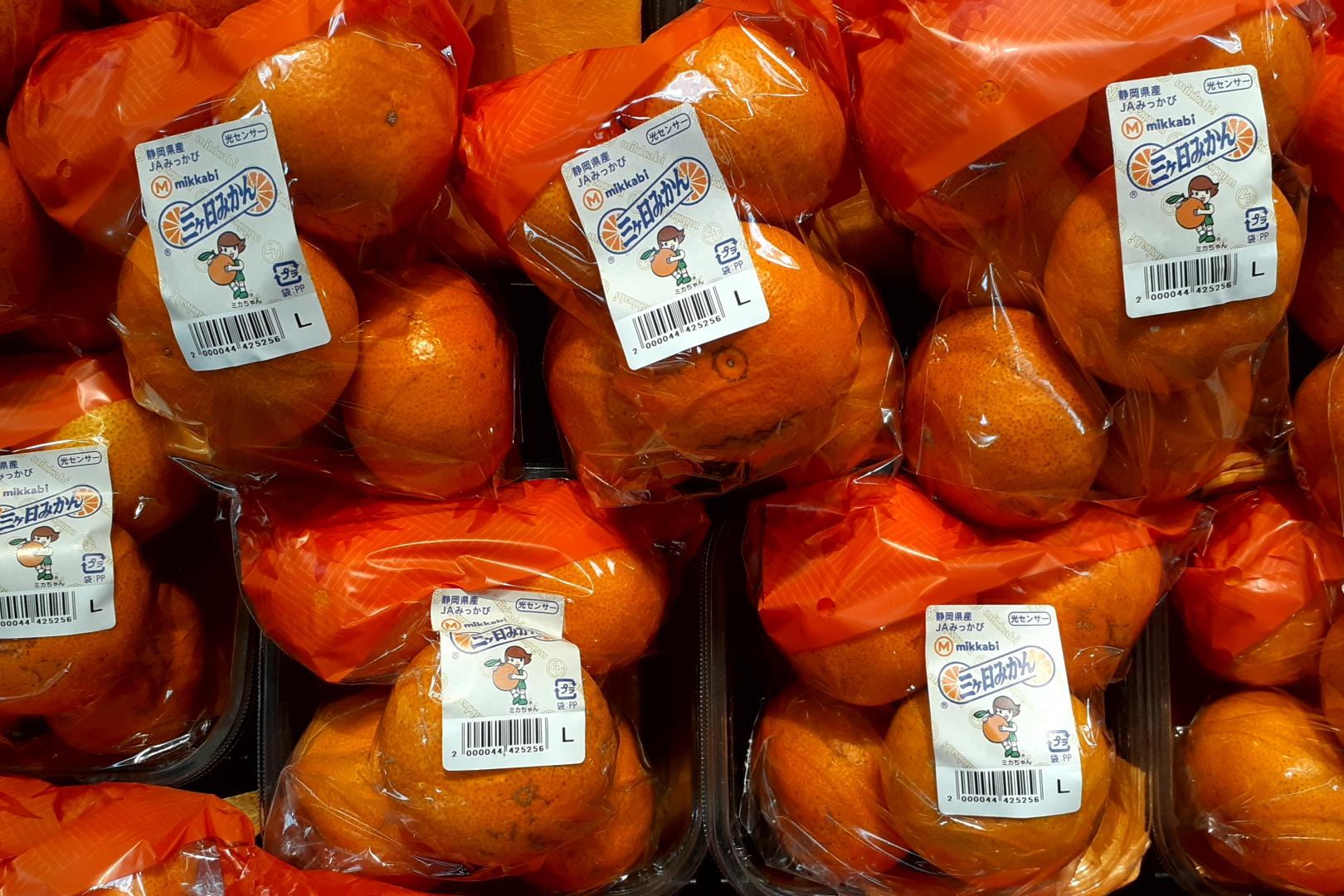
三ケ日みかん

### 特産品
- 三ケ日みかん - ウンシュウミカン。静岡県西部地区では第一の生産量を誇った。
- 大福寺納豆 - 大福寺で作られ、浜名納豆の元祖と言われる。

### 娯楽
- 共栄座 - 劇場[8]・映画館[9]。1877年（明治9年）に初代の劇場が竣工[10]。1927年（昭和2年）に2代目の劇場が竣工[10]。

## 教育

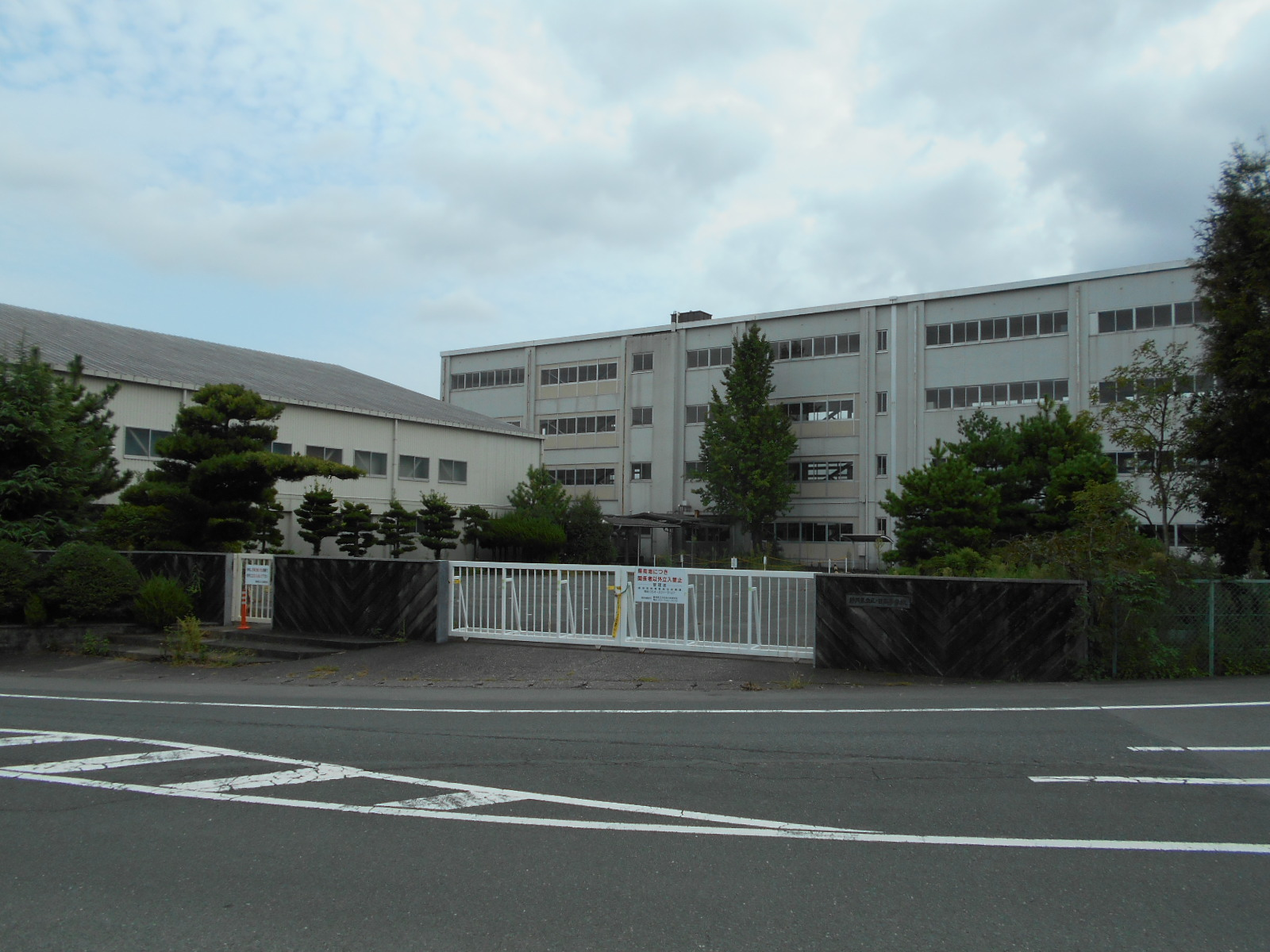
静岡県立三ヶ日高等学校

### 幼稚園・保育園
- 三ケ日町立尾奈幼稚園
- 三ケ日町立大崎幼稚園
- 三ケ日町立都筑幼稚園
- 三ケ日町立三ケ日幼稚園
- 三ケ日町立平山幼稚園
- 三松幼稚園（私立）

### 小学校
- 三ケ日町立西小学校
- 三ケ日町立東小学校
- 三ケ日町立平山小学校
- 三ケ日町立尾奈小学校
- 三ケ日町立大崎小学校（東小と合併）

### 中学校
- 三ヶ日中学校

### 高等学校
- 静岡県立三ヶ日高等学校

## 交通

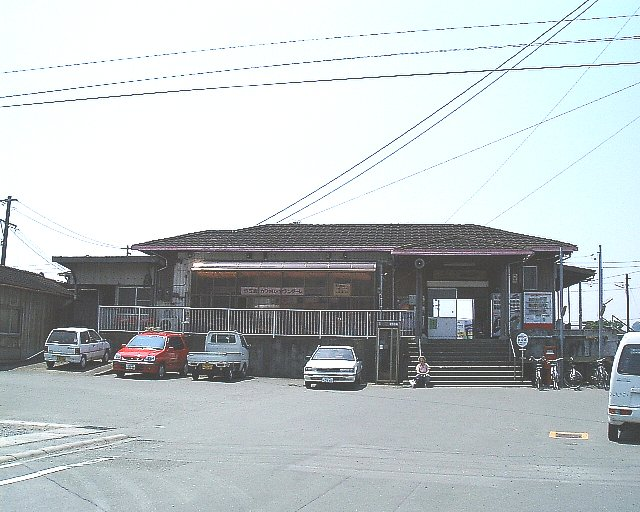
天竜浜名湖鉄道天竜浜名湖線三ヶ日駅

天竜浜名湖鉄道天竜浜名湖線および遠州鉄道のバス路線がある。
また、地域内には東名高速道路の三ヶ日インターチェンジがある。

### 鉄道
- 天竜浜名湖鉄道天竜浜名湖線
  - 浜名湖佐久米駅 - 東都筑駅 - 都筑駅 - 三ヶ日駅 - 奥浜名湖駅 - 尾奈駅

### 路線バス
- 遠州鉄道
  - [40]気賀三ヶ日線
    - 通勤・通学に利用される朝と夕方には、三ヶ日ICと浜松西ICの間で東名高速道路を経由して結ぶ路線バスも少ない本数ながら運行されており、浜松駅までの便では、通常1時間半程度かかるところを30分程短縮される。
- 三ヶ日町自主運行バス（三ヶ日町運行依頼バス） 只木-三ヶ日車庫-本坂

### 高速バス
- 遠州鉄道
  - e-wing：三ヶ日BS
    - 岡本地区にバス停がある。なお、当バス停は一度移転している。
- JRバス（ジェイアールバス関東・ジェイアールバステック・ジェイアール東海バスによる共同運行）
  - 東名ハイウェイバス：浜名湖BS - 三ヶ日BS

### 道路
高速道路（高速自動車国道）
- 東名高速道路：三ヶ日IC、浜名湖SA

一般国道
- 国道301号
- 国道362号

主要地方道
- 静岡県道68号浜北三ケ日線

一般県道
- 静岡県道308号鳳来三ヶ日線
- 静岡県道310号瀬戸佐久米線

旧街道
- 本坂通（姫街道）

## 出身有名人
- 鷹森立一 - 映画監督。

## 作品
三ケ日町を舞台にした作品を次に掲げる。
テレビ番組
- NHK銀河テレビ小説 「めぐり逢いて」紺野美沙子、三浦浩一、三ツ木清隆 出演（1982.3.1〜1982.3.26）

小説
- 「おっぱいバレー」水野宗徳

歌
- 『私のまち三ヶ日』 - 作詞 川崎千鶴子、作曲 鈴木邦彦、歌 箱山リサ （現、小野陽子）
- 『新三ヶ日音頭』 - 作詞 岡本淳三、作曲 鈴木邦彦、編曲 廣田はじめ
- 『明日あざやか』 - NHK銀河テレビ小説『めぐり逢いて』主題歌 歌 榊原まさとし（ダ・カーポ）